# Giacomo Francesco Cipper
Pour les articles homonymes, voir Todeschini.
Giacomo Francesco Cipper dit « Il Todeschini » (littéralement le petit allemand) (né vers 1664 à Feldkirch, dans le Vorarlberg, alors dans le Saint-Empire romain germanique et mort le 17 octobre 1736 à Milan) est un peintre italien d'origine autrichienne des XVIIe et XVIIIe siècles.

## Biographie

### Origine et famille
Giacomo Francesco Cipper est baptisé le 15 juillet 1664 à Feldkirch, sous le nom de Franz Jakob Zippeis. Son père, Hans Caspar Zipper est issu d'une famille aisée de Feldkirch et exerce au cours de sa vie diverses professions : après avoir assumé, pour le compte de marchands de Feldkirch, la responsabilité d'un comptoir d'exportation, il dirige une école privée à Brunnenfeld et devint, en 1678, marchand de bestiaux puis boucher. La mère de Cipper Eva Rudolfin, originaire de Bludenz, meurt en 1673, alors que Giacomo Francesco n'avait pas encore atteint l'âge de 9 ans.

### Carrière en Italie
Aucun témoignage ne permet de savoir où et de quelle façon se déroulent ses années d'apprentissage. Pigler évoque à ce sujet le nom d'un peintre viennois, Jacob Zieper. La présence de Giacomo Francesco Cipper est en revanche attestée à Milan à partir de 1696. Il a alors une trentaine d'années et habite la casa Carcani, dans la paroisse San Vito al Pasquirolo (en). Il épouse Giulia Francesca, fille du notaire Carlo Federico Galdone. De son mariage naissent dix enfants. Giulia Francesca meurt en 1735, Giacomo Francesco Cipper le 17 octobre 1736. Il est enterré en la basilique Saint-Étienne-le-Majeur.

## Œuvres

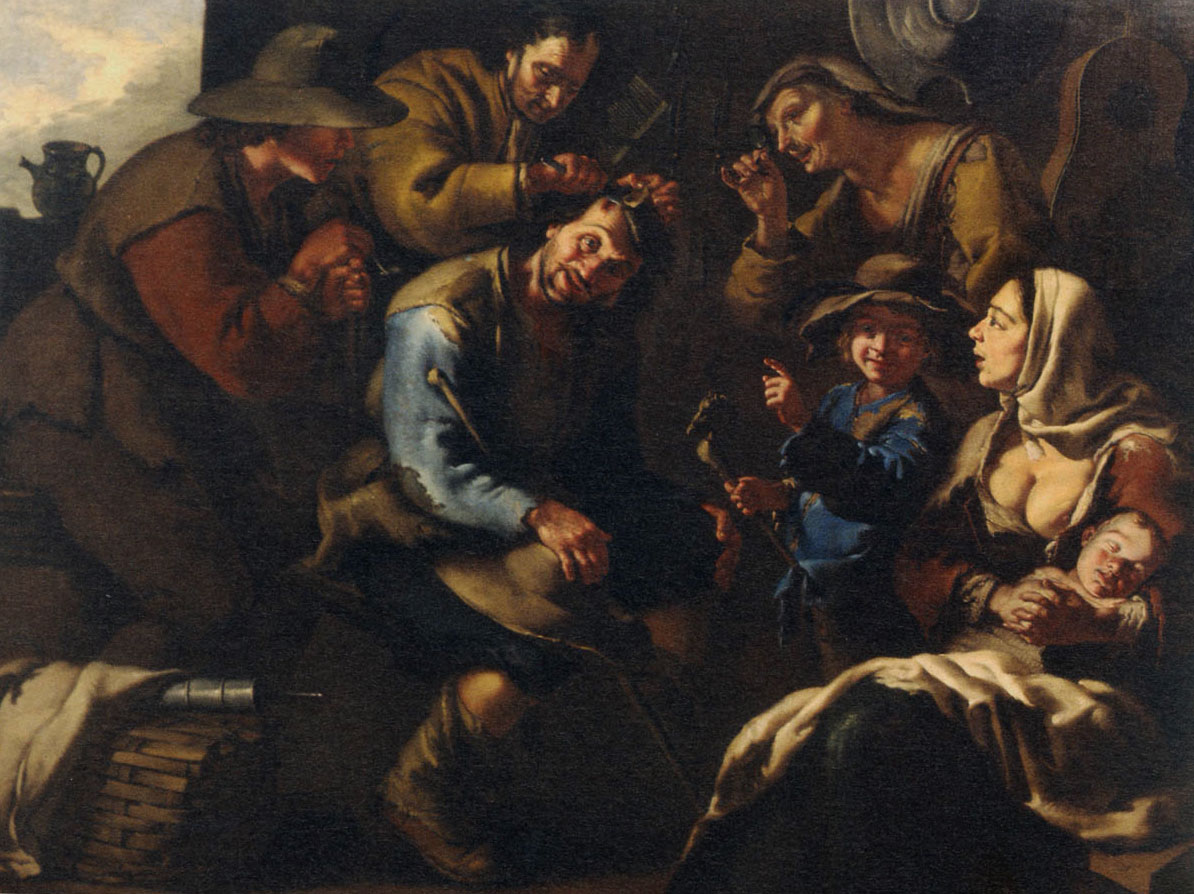
L’Excision de la pierre de folie, musée d'art moderne André-Malraux, Le Havre

- Peintre à son chevalet, huile sur toile, 117 × 91 cm, Dijon, musée des Beaux-Arts de Dijon[1]
- Femme au brasero, huile sur toile, 73 × 60 cm, Dijon, musée des Beaux-Arts de Dijon[2]
- L'Excision de la pierre de folie, huile sur toile, Le Havre, musée d'art moderne André-Malraux